# Zidani Most
 Ovo je glavno značenje pojma Zidani Most. Za druga značenja pogledajte Zidani Most (razdvojba).
Zidani Most je naselje u središnjoj Sloveniji, na ušću rijeke Savinje u Savu, u općini Laško. Ima 330 stanovnika (2002.)
Njemački naziv za ovo mjesto je Steinbrück, a još starije je ime Klausenstein.
Naselje je važno željezničko čvorište jer se ovdje od današnje željezničke pruge Dobova – Ljubljana (izgrađene 1862. godine kao Željeznička pruga Zidani Most – Zagreb – Sisak) odvaja pruga prema Mariboru.
Prvi most je izgrađen još u rimsko doba 290. godine. Mjesto je svoje ime dobilo nakon izgradnje drugog mosta 1223. godine. U prošlosti je bilo znatno više mostova izgrađenih preko Save, a danas postoje svega tri mosta izgrađena 1826., 1846. i 1931.

## Vanjske poveznice
- Službene stranice  Arhivirana inačica izvorne stranice od 17. lipnja 2019. (Wayback Machine)